# مت کی. میلر
مت کی. میلر (انگلیسی: Matt K. Miller؛ زادهٔ ۲ فوریهٔ ۱۹۶۰) هنرپیشه، نمایش‌نامه‌نویس، صداپیشه و کمدین اهل ایالات متحده آمریکا است. وی بین سال‌های ۱۹۸۱ تا ۲۰۱۰ میلادی فعالیت می‌کرد.

## فعالیت‌ها
فهرست برخی انیمه‌ها یا بازی‌های ویدئویی که وی صداپیشگی آن‌ها را بر عهده داشته‌است:
- کابوی بیباپ
- لاپوتا قلعه‌ای در آسمان
- پرفکت بلو
- موبایل سوت گاندام
- سرویس تحویل کیکی
- ترای‌گان
- رورونی کنشین
- مدال افتخار: حمله متفقین
- فاینال فانتزی ۱۰